# 維廷格函數不等式
數學上，實函數的維廷格不等式是傅里叶分析中的一條不等式，得名於威廉·维廷格。1904 年，其用作證明等周不等式。若干相關變式也稱作維廷格不等式。

## 定理

### 第一形式
設 {\displaystyle f:\mathbb {R} \to \mathbb {R} } 為週期 2π 的周期函数，其在 R 上連續，並有連續導數，且滿足
{\displaystyle \int _{0}^{2\pi }f(x)\,dx=0.}
則
{\displaystyle \int _{0}^{2\pi }f'^{2}(x)\,dx\geq \int _{0}^{2\pi }f^{2}(x)\,dx}
其中等號成立當且僅當 f(x) = a sin(x) + b cos(x) 對某些 a 和 b 成立（換言之，對某些 c 和 d, 有 f(x) = c sin (x + d) ）。
此形式的維廷格不等式即是一維情形下的庞加莱不等式，並且具有最優的常數（龐加萊常數）。

### 第二形式
以下相關的不等式也稱為維廷格不等式：(Dym & McKean 1985):
若  f 為 C1 函數（即連續並具有連續導數）使得 f(0) = f(a) = 0, 則
{\displaystyle \pi ^{2}\int _{0}^{a}|f|^{2}\leq a^{2}\int _{0}^{a}|f'|^{2}.}
此形式的維廷格不等式即是一維的弗里德里希不等式。

### 證明
兩者證明類似。以下給出第一條不等式的證明。由於 f 滿足狄利克雷條件，有傅立葉展開
{\displaystyle f(x)={\frac {1}{2}}a_{0}+\sum _{n\geq 1}\left(a_{n}{\frac {\sin nx}{\sqrt {\pi }}}+b_{n}{\frac {\cos nx}{\sqrt {\pi }}}\right).}
由於 f 的積分為零，有 a0 = 0. 又由帕塞瓦尔恒等式，有
{\displaystyle \int _{0}^{2\pi }f^{2}(x)dx=\sum _{n=1}^{\infty }(a_{n}^{2}+b_{n}^{2})}
和
{\displaystyle \int _{0}^{2\pi }f'^{2}(x)\,dx=\sum _{n=1}^{\infty }n^{2}(a_{n}^{2}+b_{n}^{2}).}
各項中 {\displaystyle (a_{n}^{2}+b_{n}^{2})} 非負，而 n2 ≥1，故欲證的不等式成立。等號成立當且僅當對任意的 n ≥ 2, 皆有an = bn = 0. 